# Black (пісня Pearl Jam)
«Black» — пісня американського рок-гурту Pearl Jam з альбому Ten (1991).

## Історія створення
Пісня «Black» стала однією з перших в репертуарі американського рок-гурту Pearl Jam. Музику до неї написав гітарист Стоун Ґоссард. Інструментальний демозапис з п'ятьма композиціями (так звані Stone Gossard Demos) потрапив до вокаліста Едді Веддера, який написав до них тексти. Зокрема, пісня, тимчасово підписана як «E Ballad», отримала назву «Black». Музиканти Pearl Jam були вражені результатом і запросили Веддера прилетіти з Сан-Дієго до Сіетлу. Протягом наступних десяти днів гурт, який тоді ще не мав назви, записав в студії перші спільні версії пісень, які згодом стали хітами: «Alive», «Black», «Deep» та «Jeremy». 22 жовтня 1990 року в сіетльському клубі Off Ramp Cafe відбувся дебют нового гурту під назвою Mookie Blaylock, під час якого «Black» було виконано вперше наживо.
Стоун Ґоссард називав «Black» досить типовою для себе піснею. Вона містить чередування мажорних та мінорних акордів, разом з якими змінюється і динаміка композиції. Мажорна частина є тихою та спокійною, а мінорна — навпаки, більш піднесеною та гучною. У тексті розповідається про чоловіка, який втратив кохану і сумує за нею. Спочатку герой пісні намагається залишатись незворушним, проте ближче до кінця пісні стає більш емоційним. В завершальних рядках зневірений юнак впадає у відчай: «Я знаю, що колись у тебе буде прекрасне життя, я знаю, що ти будеш зіркою на чужому небі, але чому, чому, чому воно не може бути, чому воно не може бути моїм?» Веддер зізнавався, що текст пісні був автобіографічним.
Згодом гурт підписав контракт з лейблом Epic Records, змінив назву на Pearl Jam, та видав дебютний альбом Ten. Лейбл наполягав на тому, щоб «Black» було видано комерційним синглом. Проте Едді Веддер відмовився, бо вважав маркетингову кампанію до альбому Ten занадто агресивною. З усім тим, промозапис було розіслано по радіостанціях і пісня користувалась величезною популярністю.
З часом «Black» стала однією з найпопулярніших пісень гурту, і неодноразово називалась найкращою композицією Pearl Jam на думку слухачів та музичних критиків. За результатами опитування читачів журналу Rolling Stone, її було визнано найкращою піснею гурту всіх часів, причому вона набрала майже вдвічі більше голосів ніж «Alive», яка посіла друге місце. Оглядачі музичного журналу Kerrang! також помістили її на вершину власного рейтингу, відзначивши «рівень поезії та автентичної туги», а також «крикливий вокал та спіралеподібне гітарне соло»; схожої думки дотримувались редактори музичного сайту Loudwire.

## Місця в чартах
| Хіт-парад Billboard          | Дата дебюту    | Найвища позиція | Дата найв. поз. | Тижнів в чарті |
| ---------------------------- | -------------- | --------------- | --------------- | -------------- |
| Alternative Airplay          | 26 грудня 1992 | 20              | 13 лютого 1993  | 9              |
| Hard Rock Digital Song Sales | 16 квітня 2011 | 15              | 8 жовтня 2011   | 5              |
| Mainstream Rock Airplay      | 26 грудня 1992 | 3               | 20 березня 1993 | 25             |
| Станом на 16.08.2022         |                |                 |                 |                |